# Conservative Political Action Conference
A Conservative Political Action Conference (CPAC), em tradução para a língua portuguesa Conferência da Ação Política Conservadora ou Conferência Política da Ação Conservadora (para manter a sigla CPAC), é um grande evento político, organizado pelos conservadores dos Estados Unidos, que tem lugar a cada ano na cidade de Washington, D.C. e é realizado pela União Conservadora Americana (ACU). Reúnem-se até 10 000 participantes, e encontram-se   as personalidades mais importantes das diferentes correntes do movimento conservador norte-americano, tanto cargos eleitos, como militantes de base, ou dirigentes de organizações, bem como várias personalidades dos meios de comunicação.

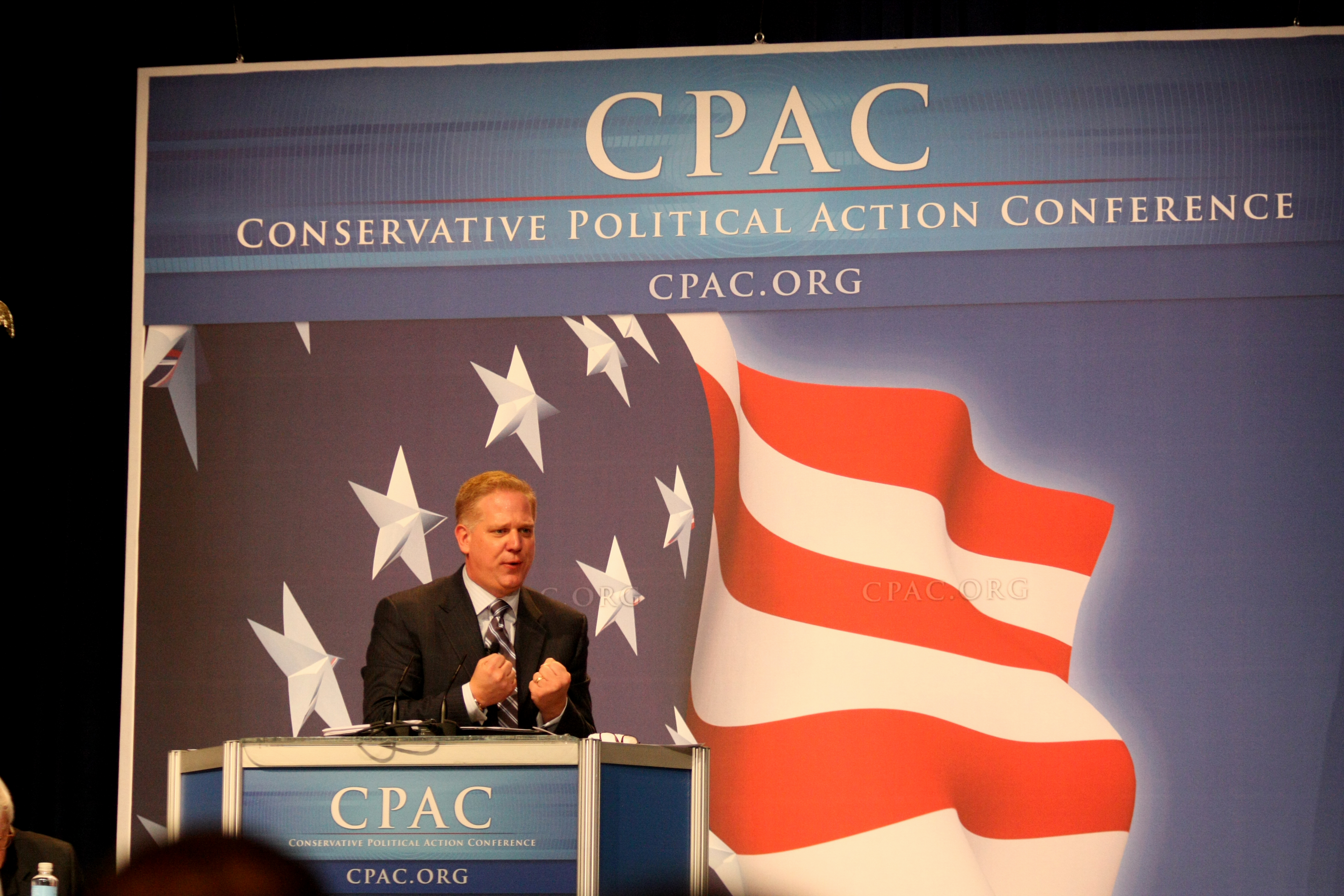
O apresentador de televisão e rádio Glenn Beck, na CPAC de 2010.

A CPAC organiza igualmente uma votação não formal da personagem mais representativa do movimento, esta votação se costuma considerar como um barómetro para escolher ao candidato republicano para as eleições presidenciais norte-americanas.
Vários prêmios são entregados, um deles é o prêmio Ronald Reagan Award, o Jeane Kirkpatrick Academic Freedom Award, o Defender of the Constitution Award, o Charlton Heston Courage Under Fire Award, ou inclusive o Blogger of the Year Award.